# Problème de l'échiquier de Sissa
 (janvier 2023).
Si vous disposez d'ouvrages ou d'articles de référence ou si vous connaissez des sites web de qualité traitant du thème abordé ici, merci de compléter l'article en donnant les références utiles à sa vérifiabilité et en les liant à la section « Notes et références ».

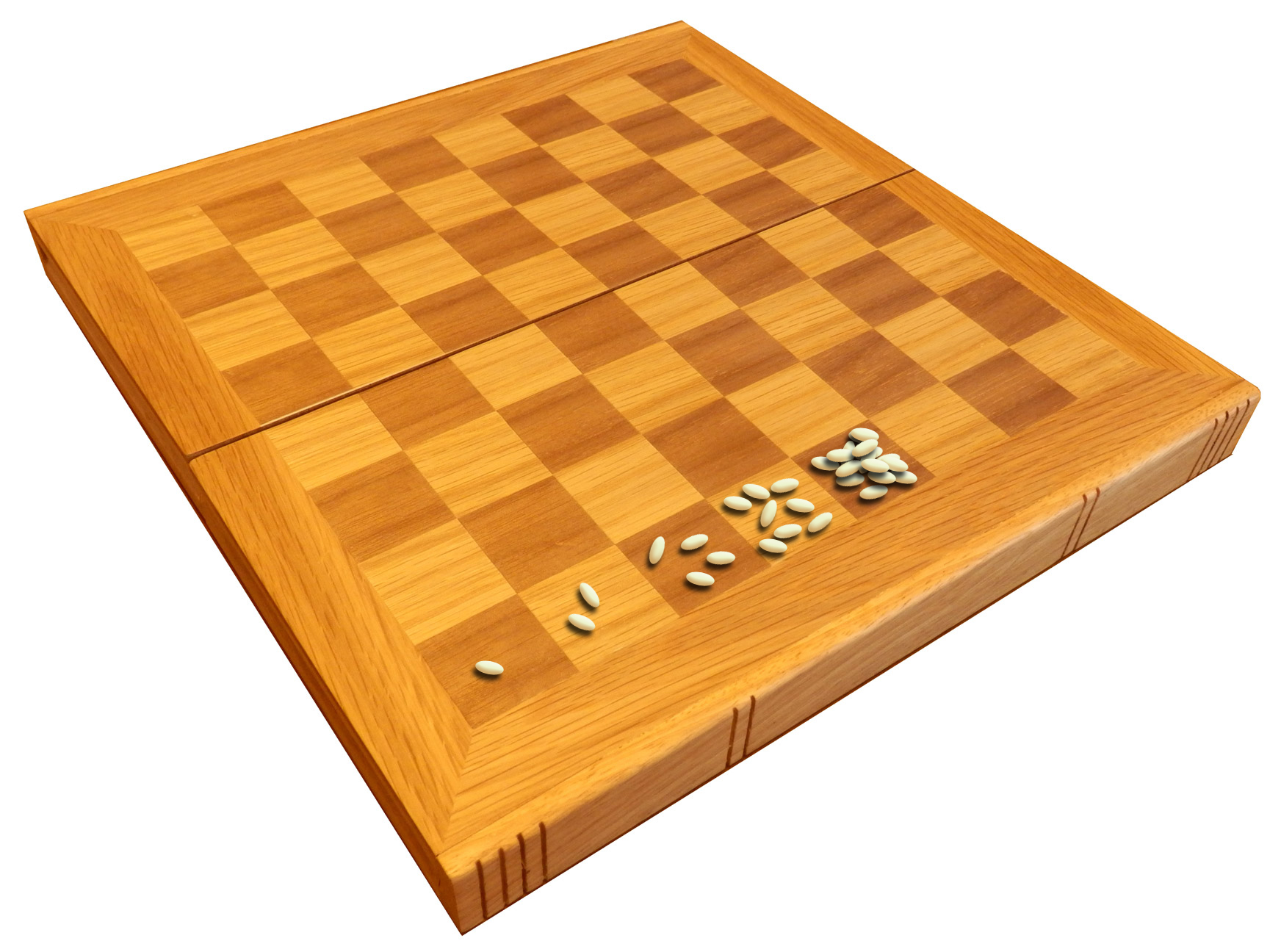
Après la cinquième case remplie, l'échiquier possède 1 + 2 + 4 + 8 + 16 = 31 grains de riz.

Le problème de l'échiquier de Sissa, également connu sous les noms de problème des grains de blé et de l'échiquier et problème des grains de riz et de l'échiquier, est un problème mathématique pouvant s'exprimer ainsi :

« On place un grain de riz (ou de blé) sur la première case d'un échiquier. Si on fait en sorte de doubler à chaque case le nombre de grains de la case précédente (un grain sur la première case, deux sur la deuxième, quatre sur la troisième, etc.), combien de grains de riz obtient-on au total ? »

Le problème peut être résolu par une addition où chaque valeur est le double de la précédente. Puisqu'un échiquier possède 64 cases, le total des grains est de 1 + 2 + 4 + 8 + 16 + 32 + 64 + 128... jusqu'à 9 223 372 036 854 775 808 grains ou 263 sur la 64e case. On obtient ainsi 264 − 1 ou 18 446 744 073 709 551 615 grains, ce qui correspond au 64e nombre de Mersenne.
Ce problème est lié à la légende de la création du jeu d'échecs.

## Solution

### Mathématiquement

Les lettres sont des abréviations pour les préfixes du SI d'unités

La solution simple est de doubler chaque valeur manuellement à chaque étape et d'additionner l'ensemble des valeurs :
{\displaystyle T_{64}=1+2+4+\cdots +9\;223\;372\;036\;854\;775\;808=18\;446\;744\;073\;709\;551\;615}
où {\displaystyle T_{64}} est le nombre total de grains.
La série peut également être exprimée à l'aide des puissances de 2 :
{\displaystyle T_{64}=2^{0}+2^{1}+2^{2}+\cdots +2^{63}}
ce qui peut s'exprimer sous la notation :
{\displaystyle \sum _{i=0}^{63}2^{i}.}
ce qui est l'expression du nombre exprimé directement en système binaire composé de 64 "1" :
{\displaystyle T_{64}=\underbrace {{111\cdots 1}_{2}} _{64}}
Ce qui suggère que le problème peut également être résolu en utilisant la formule :
{\displaystyle T_{64}=2^{64}-1.}
Cette solution est un cas particulier de la somme d'une série géométrique donnée par :
{\displaystyle a+aq+aq^{2}+aq^{3}+\cdots +aq^{n-1}=\sum _{k=0}^{n-1}aq^{k}=a\,{\frac {1-q^{n}}{1-q}},}
où {\displaystyle a} est la quantité de base, {\displaystyle q} est la modification à chaque étape de cette quantité et {\displaystyle n} est le nombre de fois que cette dernière est doublée.
Dans ce problème-ci, {\displaystyle a=1}, {\displaystyle q=2} et {\displaystyle n=64}.

## La légende
En Inde, le roi Belkib (ou Bathait), qui s'ennuie à la cour, demande qu'on lui invente un jeu pour le distraire. Le sage Sissa invente alors un jeu d'échecs, ce qui ravit le roi. Pour remercier Sissa, le roi lui demande de choisir sa récompense, aussi fastueuse qu'elle puisse être. Sissa choisit de demander au roi de prendre le plateau du jeu et, sur la première case, poser un grain de riz, ensuite deux sur la deuxième, puis quatre sur la troisième, et ainsi de suite, en doublant à chaque fois le nombre de grains de riz que l’on met. Le roi et la cour sont amusés par la modestie de cette demande. Mais lorsqu'on la met en œuvre, on s'aperçoit qu'il n'y a pas assez de grains de riz dans tout le royaume pour la satisfaire,.
Si l'on se base sur la production annuelle de riz (776 millions de tonnes de riz usiné en 2022), il faudrait environ 950 ans pour réunir tous les grains de riz nécessaires à la réalisation de ce problème (738 milliards de tonnes à raison de 0,04 g par grain de riz). Mais si l'on considère le temps de conservation du riz qui est d'un peu plus de 30 ans, il serait en réalité impossible de fournir le riz nécessaire à ce problème.